# Brunn (Reichenbach)
Brunn ist ein Ortsteil der Großen Kreisstadt Reichenbach im Vogtland im Vogtlandkreis (Freistaat Sachsen). Er wurde am 1. März 1994 eingemeindet.

## Geografie

### Lage
Brunn ist der nördlichste Ortsteil von Reichenbach im Vogtland. Der Ort liegt im Osten des Naturraumes Vogtland im sächsischen Teil des historischen Vogtlands. Nördlich des Orts entspringt auf einer Höhe von ca. 410 m ü. NHN der Gottesgrüner Aubach, der im bereits in Thüringen liegenden Mohlsdorf mit dem Reudnitzer Aubach zum Aubach, einem Zufluss der Weißen Elster, vereinigt. Im Norden und Westen grenzt Brunn an den thüringischen Teil des Vogtlands. Der Ort ist nicht zu verwechseln mit dem im Göltzschtal gelegenen Ortsteil Brunn der Stadt Auerbach/Vogtl.

### Nachbarorte
|          | Gottesgrün                                  | Reuth     |
| Kahmer   | Kompassrose, die auf Nachbargemeinden zeigt | Schönbach |
| Cunsdorf | Oberreichenbach                             |           |

## Geschichte

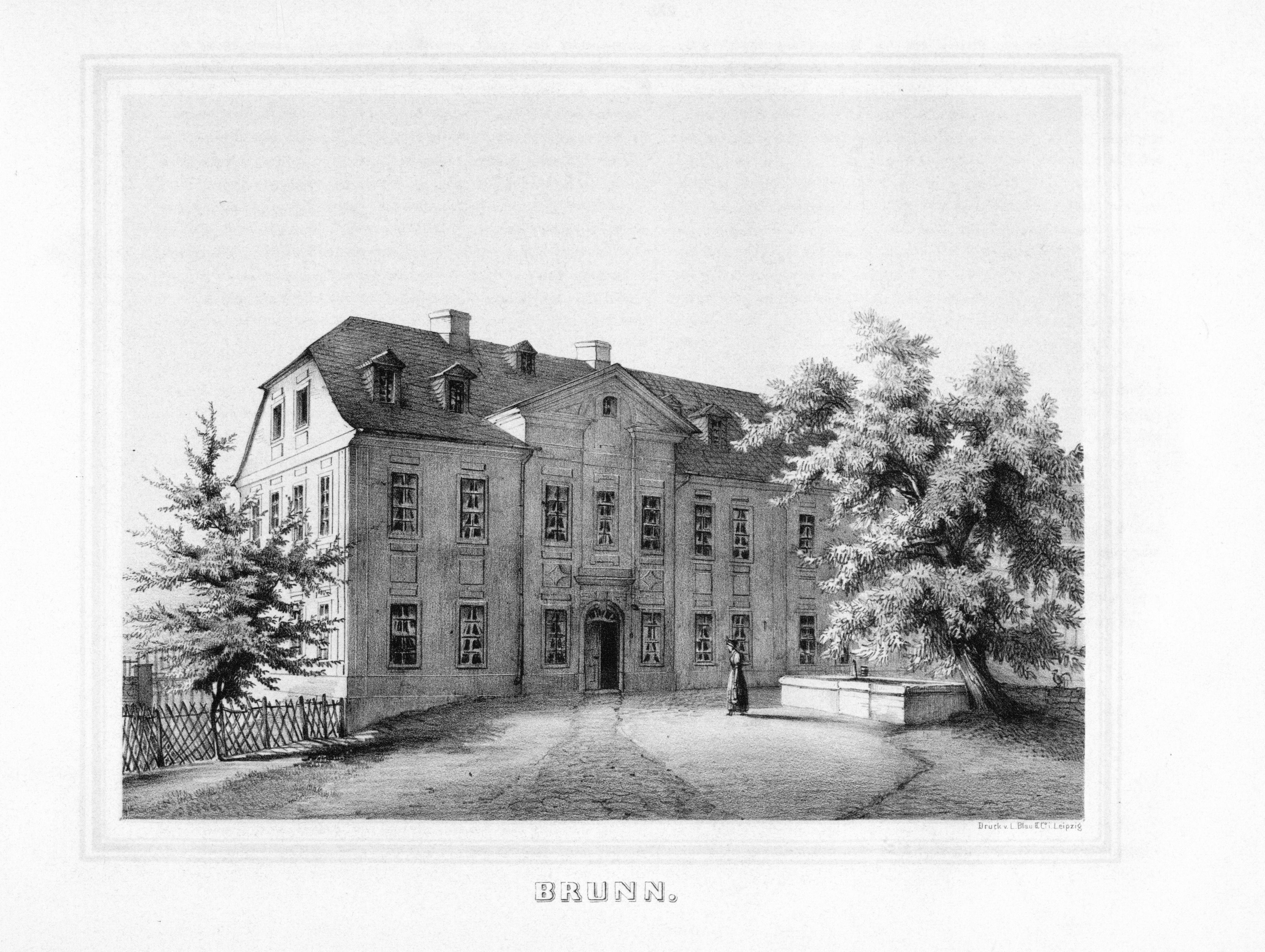
Historische Ansicht des Ritterguts Brunn

Brunn entstand vermutlich um 1200 im Zuge der deutschen Ostexpansion, als sich ein halbes Dutzend Bauern am Rand einer slawischen Siedlung niederließen. Der ursprüngliche Ort wurde als lockeres Platzdorf mit Gutsblockflur angelegt, das Oberdorf an der Straße nach Cunsdorf entstand erst im 19. Jahrhundert. Der Ortsname leitet sich von „Brüne“ oder „Brunen“ ab, was der Bedeutung „ödes, sumpfiges Land“ entspricht. Brunn wurde erstmals im Jahr 1367 erwähnt, als Heinrich Reuß, Vogt von Plauen, dem deutschen Kaiser und böhmischen König Karl IV. die Stadt Reichenbach mit den umliegenden Dörfern verkaufte. In späterer Zeit gehörte der Ort den Herren von Wolframsdorf auf Reuth, welche ihn im Jahr 1496 an den kurfürstlichen Rat und Amtmann in Weimar, Caspar Metzsch auf Netzschkau verkauften.
Das aus einem Vorwerk hervorgegangene Rittergut Brunn wurde erstmals im Jahr 1583 nachgewiesen. Es befand sich zwischen 1653 und 1780 im Besitz des Carol Bose und seiner Nachfahren. Danach gehörte es wiederum der Familie Metzsch, 1911 ging es in den Besitz von Karl Sachsse über. Von ihm erstand es 1925 die Stadt Reichenbach. Die Grundherrschaft über Brunn lag ab dem 16. Jahrhundert anteilig bei den Rittergütern Brunn und Mylau. Brunn kam im 16. Jahrhundert mit der Herrschaft Mylau an das kursächsische bzw. spätere königlich-sächsische Amt Plauen, dem der Ort bis 1856 unterstand. Brunn war der nördlichste Ort des Vogtländischen Kreises. 1856 wurde Brunn dem Gerichtsamt Reichenbach und 1875 der Amtshauptmannschaft Plauen angegliedert.
Vor 1836 gingen die Brunner Schüler in Neumark zur Schule. Seit 1836 bildete Brunn mit dem benachbarten Cunsdorf einen Schulbezirk. Es entstand ein gemeinsames Schulgebäude an der Flurgrenze bei der alten Brunner Försterei (späterer „Oberer Gasthof Brunn“). Wegen gestiegener Schülerzahlen errichteten die Cunsdorfer im Jahr 1882 ihr erstes eigenes Schulhaus. Brunn erhielt im Jahr 1900 ein neues Schulgebäude im Zentrum des Orts. Der Schulbetrieb wurde in der Brunner Schule im Jahr 1964 eingestellt. In der Zweiten Hälfte des 19. Jahrhunderts entstand die Rittergutsbrauerei, die von August Jahn gepachtet wurde. Aufgrund von Streitigkeiten mit dem Rittergutspächter gab er jedoch um 1890 die Pachtung auf und erbaute zusammen mit seinem Bruder im Nachbarort Cunsdorf eine eigene Brauerei. Zwischen 1720 und 1907 besaß Brunn eine Bockwindmühle, die nach rund 200 Jahren wegen Blitzschlags abgerissen werden musste. An sie erinnert bis heute der „Windmühlenweg“.
Im Jahr 1865 erhielt Brunn mit dem gleichnamigen Bahnhof in der Flur des Nachbarorts Schönbach eine Station an der Bahnstrecke Neumark–Greiz. Nachdem der Personenverkehr im Jahr 1997 eingestellt worden war, erfolgte 1999 die Stilllegung der Strecke. Als größtes Ereignis in der Ortsgeschichte von Brunn gilt die Landung des Luftschiffes „LZ 127 Graf Zeppelin“ am 28. September 1930, bei der tausende Zuschauer im Ort weilten. An dieses Ereignis erinnern heute noch der „Zeppelinweg“ und die in „Dr.-Eckener-Straße“ umbenannte „Reichenbacher Straße“ in Brunn. Nach dem Zweiten Weltkrieg ging das Rittergut Brunn im Zuge der
Bodenreform ab 1945 als Volksgut in gesellschaftliches Eigentum über. Nach einem Brand im Jahre 1999 wurde es drei Jahre später abgetragen. Durch die zweite Kreisreform in der DDR kam die Gemeinde Brunn im Jahr 1952 zum Kreis Reichenbach im Bezirk Chemnitz (1953 in Bezirk Karl-Marx-Stadt umbenannt), der ab 1990 als sächsischer Landkreis Reichenbach fortgeführt wurde und 1996 im Vogtlandkreis aufging.
Am 1. März 1994 erfolgte die Eingemeindung von Brunn in die Stadt Reichenbach im Vogtland. Durch den Bau von Eigenheimen entstand nach 1990 eine geschlossene Bebauung der Ortschaft.

## In Brunn geborene Persönlichkeiten
- Johanna Neef (1922–2001), Malerin

## Verkehr

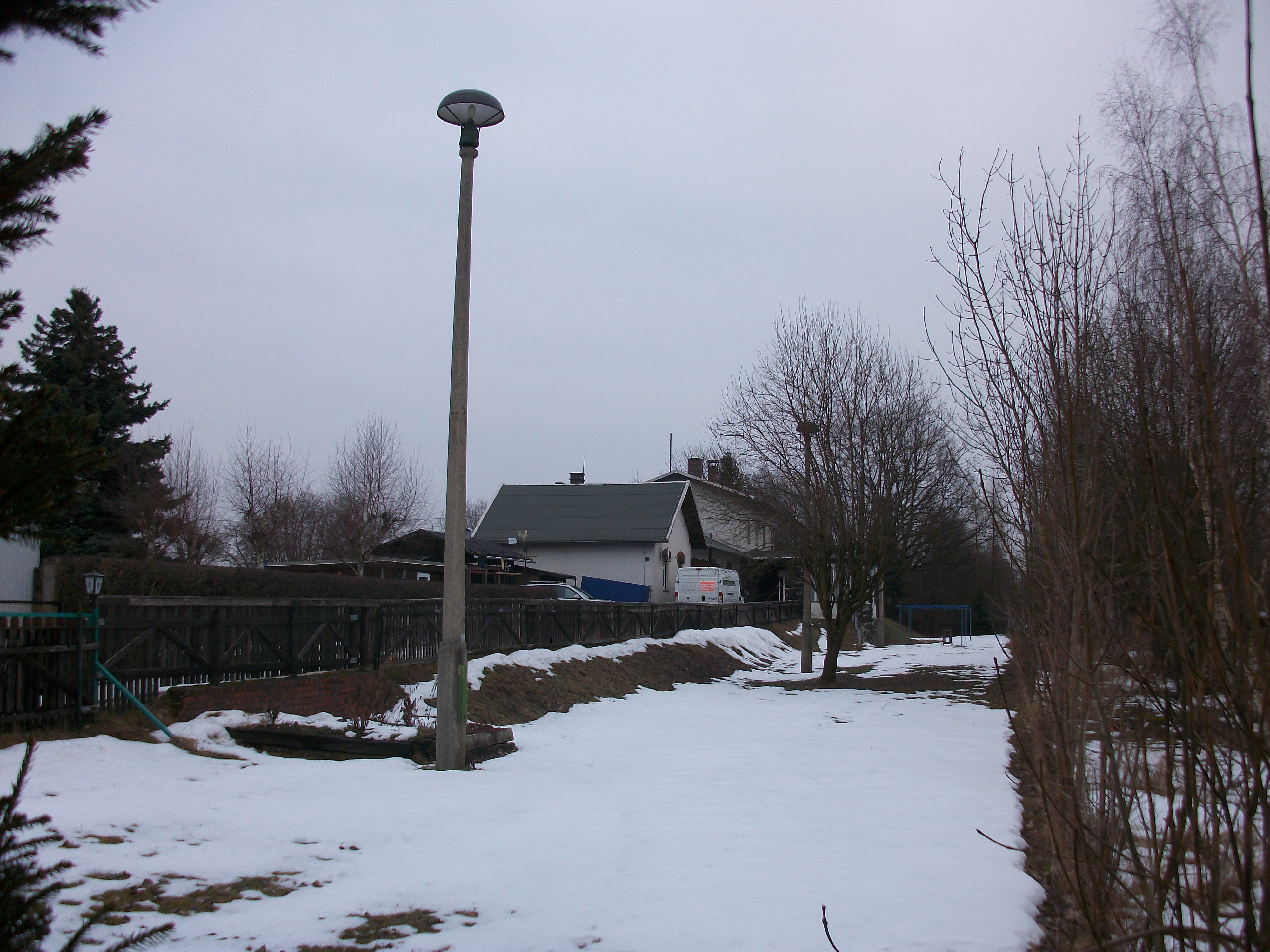
Haltepunkt Brunn (Sachs) (2017)

Der Haltepunkt Brunn (Sachs) an der Bahnstrecke Neumark–Greiz war zwischen 1886 und 1997 in Betrieb. Obwohl er nach dem heute zu Reichenbach gehörigen Ortsteil Brunn benannt ist, befand er sich auf der Flur des heutigen Neumarker Ortsteils Schönbach.
Brunn ist heute mit der StadtBus-Linie 82 des Verkehrsverbunds Vogtland im Stundentakt mit Reichenbach verbunden. Diese Linie nimmt am Rendezvous-Knoten auf dem Postplatz in Reichenbach teil und bietet damit Anschlüsse in die ganze Stadt.